# Radical 4
El radical 4, representado por el carácter Han 丿, es uno de los 214 radicales del diccionario de Kangxi. En mandarín estándar es llamado 丿部　(piě bù,«radical trazo barrido», llamado así porque para escribirlo con un pincel, es necesario levantarlo paulatinamente, barriendo el papel con las cerdas), en japonés es llamado  丿部, へつぶ　(hetsubu), y en coreano 주 (byeol). Este símbolo es muy similar al carácter ノ (pronunciado no) del silabario japonés katakana, por lo que es común llamarlo no en este idioma.

## Nombres populares
- Mandarín estándar: 撇, piě, «lanzar».
- Coreano:삐침별부, ppichim byeol bu, «radical “byeol” barrido».
- Japonés: 払い棒（はらいぼう）, harai bō, «palo (o trazo) barrido»; ノ, no «carácter no de katakana»; ノかんむり　no-kanmuri «corona no» (cuando el radical aparece en la parte superior de un carácter como en 乎).
- En occidente: Radical «pestaña o doblar».

## Galería
| Estilos antiguos                                 | Estilos antiguos                  | Estilos antiguos                        | Estilos antiguos                   | Estilos antiguos                   | Estilos empleados actualmente       | Estilos empleados actualmente  | Estilos empleados actualmente    | Estilos empleados actualmente   | Estilos empleados actualmente  |
|                                                  |                                   |                                         |                                    |                                    |                                     | 丿                             | 丿                               |                                 |                                |
| 甲骨文 jiǎgǔwén (escritura de huesos oraculares) | 金文 jīnwén (escritura de bronce) | 简帛 jiǎnbó (escritura de bambú y seda) | 篆文 zhuànwén (escritura de sello) | 篆文 zhuànwén (escritura de sello) | 隸書 lìshū (estilo de los escribas) | 楷書 kǎishū (estilo regular)   | 楷書 kǎishū (estilo regular)     | 行書 xǐngshū (estilo corriente) | 草書 cǎoshū (estilo de hierba) |
| 甲骨文 jiǎgǔwén (escritura de huesos oraculares) | 金文 jīnwén (escritura de bronce) | 简帛 jiǎnbó (escritura de bambú y seda) | 大篆 dàzhuàn (sello grande)        | 小篆 xiǎozhuàn (sello pequeño)     | 隸書 lìshū (estilo de los escribas) | 繁體／繁体 fántǐ (tradicional) | 简体／簡體 jiǎntǐ (simplificado) | 行書 xǐngshū (estilo corriente) | 草書 cǎoshū (estilo de hierba) |

## Caracteres con el radical 4

| trazos | carácter                |
| ------ | ----------------------- |
| + 0    | 丿乀 乁                 |
| + 1    | 乂 乃 乄                |
| + 2    | 久 乆 乇 么 义 乊 之 乡 |
| + 3    | 乌 乏                   |
| + 4    | 乍 乎 乐                |
| + 5    | 丢 乑（眾） 乒 乓 乔    |
| + 6    | 乕                      |
| + 7    | 乖                      |
| + 8    | 乗                      |
| + 9    | 乘                      |